# HD37525
HD37525 — хімічно пекулярна зоря спектрального класу B6, що має видиму зоряну величину в смузі V приблизно  8,1.
Вона  розташована на відстані близько 1279,0 світлових років від Сонця.

## Пекулярний хімічний вміст
HD37525 належить до Хімічно пекулярних зір з пониженим вмістом гелію 
й в її  зоряній атмосфері спостерігається нестача He у порівнянні з його вмістом в атмосфері Сонця.